# Novell Extend
Novell Extend (skrivet exteNd av Novell) är en grafisk utvecklingsmiljö från Novell baserad på standardiserad Javateknik (J2EE). Extend innehåller bland annat applikationsserver, webportal och (XML)-baserat integrationsverktyg.